# What Sound
What Sound è il terzo album discografico del gruppo musicale inglese Lamb, pubblicato l'8 ottobre 2001. Oltre ai due componenti del gruppo, al disco partecipano diversi musicisti tra cui Jimi Goodwin dei Doves.
Il disco contiene la hit Gabriel.

## Tracce
1. What Sound – 3:39
2. One – 4:14
3. Sweet – 3:52
4. I Cry – 5:23
5. Scratch Bass – 4:45
6. Heaven – 4:59
7. Small – 5:18
8. Written – 3:34
9. Gabriel – 4:20
10. Sweetheart – 4:06
11. Just Is – 4:08 + traccia fantasma Blessing in Disguise - 1:44